# ベルンハルト・グラス
ベルンハルト・グラス（Bernhard Glass、1957年11月6日 - ）は、東ドイツのリュージュ選手である。マクデブルク県（現在のザクセン＝アンハルト州）Stapelburg出身。1970年代末から1980年代初めにかけて活躍し、1980年のレークプラシッドオリンピック一人乗りでは金メダルを獲得した。